# Dog Soldiers
Dog Soldiers és una pel·lícula de terror britànica de 2002 escrita i dirigida per Neil Marshall. Va ser protagonitzada per Kevin McKidd, Sean Pertwee i Liam Cunningham. Ha estat doblada al català. Es va presentar al Festival de Sitges en la Secció oficial de llargmetratges a concurs.

## Trama
La història comença amb una parella acampant a les Terres Altes d'Escòcia. Tan bon punt la jove li regala un obridor de cartes de plata al seu promès, tots dos són atacats en la seva tenda i assassinats. Mentrestant, a Gal·les del Nord, un soldat anomenat Lawrence Cooper (Kevin McKidd) corre a través d'un bosc, perseguit per altres homes. En ser finalment capturat, es revela que era part d'un entrenament, en el qual Cooper participava amb l'objecte d'unir-se a les forces especials de l'exèrcit. No obstant això, el soldat no va obeir al seu capità, Richard Ryan (Liam Cunningham), que li va ordenar matar un gos.
Quatre setmanes després, un esquadró de sis soldats de l'Exèrcit Britànic, incloent Cooper, arriba a les Terres Altes d'Escòcia en un helicòpter. L'operació està a càrrec del sergent Harry G. Wells (Sean Pertwee), i forma part d'un entrenament amb el Servei Aeri Especial de l'exèrcit. No obstant això, en arribar al campament de l'altre grup el troben destruït, sent l'únic supervivent el capità Ryan. Encara que l'esquadró ajuda a Ryan a embenar la seva ferida, el capità es nega a explicar-los que va passar. Després d'això, els membres de l'esquadró comencen a ser atacats per unes criatures que no aconsegueixen identificar. Després de l'atac mor un dels soldats i el sergent Wells és ferit. Mentre fugen de les criatures, l'esquadró es troba amb una zoòloga anomenada Megan, que els porta en el seu vehicle a una cabanya abandonada. A boca de nit, la cabanya és envoltada per les criatures, que resulten ser homes llop.

## Repartiment
- Kevin McKidd: Lawrence Cooper
- Sean Pertwee: Sergent Harry G. Wells
- Emma Cleasby: Megan
- Liam Cunningham: Capità Richard Ryan
- Darren Morfitt: Phil "Spoon" Witherspoon
- Chris Robson: Joe Kirkley
- Leslie Simpson: Terry Milburn
- Thomas Lockyer: Bruce Campbell

## Rebuda
Dog Soldiers va rebre, en general, una resposta positiva per part de la crítica cinematogràfica. La pel·lícula té un 76 % de comentaris "frescos" en el lloc Rotten Tomatoes, basat en un total de 29 crítiques. Segons Jamie Russell de la BBC, la pel·lícula "està plena d'orgullosa energia, alguns moments realment desagradables, i alguns enginyosos acudits interns sobre el gènere".